# Маккланг, Нелли
Нелли Маккланг (англ. Nellie McClung), урождённая Нелли Летиция Муни (англ. Nellie Letitia Mooney; 20 октября 1873, Чэтсуорт, провинция Онтарио, Конфедерация Канала — 1 сентября 1951, Виктория, Британская Колумбия, Канада) — канадская писательница и суфражистка, политическая деятельница, играла ведущую роль в движении за женское избирательное право в Канаде. Способствовала предоставлению женщинам права голоса в провинциях Альберта и Манитоба в 1916 году. В 1921 — 1926 годах — член Законодательного собрания Альберты.
Участница «Доблестной пятёрки» — одна из пяти женщин, которые подали иск против Канады, сначала в Верховный суд Канады, а затем в Судебный комитет Тайного совета, отстаивая право женщин избираться в Сенат Канады. Первая женщина, назначенная в совет директоров Канадской радиовещательной корпорации в 1936 году. В 1938 году она была делегатом Лиги Наций в Женеве, в Швейцарии. Автор шестнадцати изданных книг, включая две автобиографии.

## Ранние годы

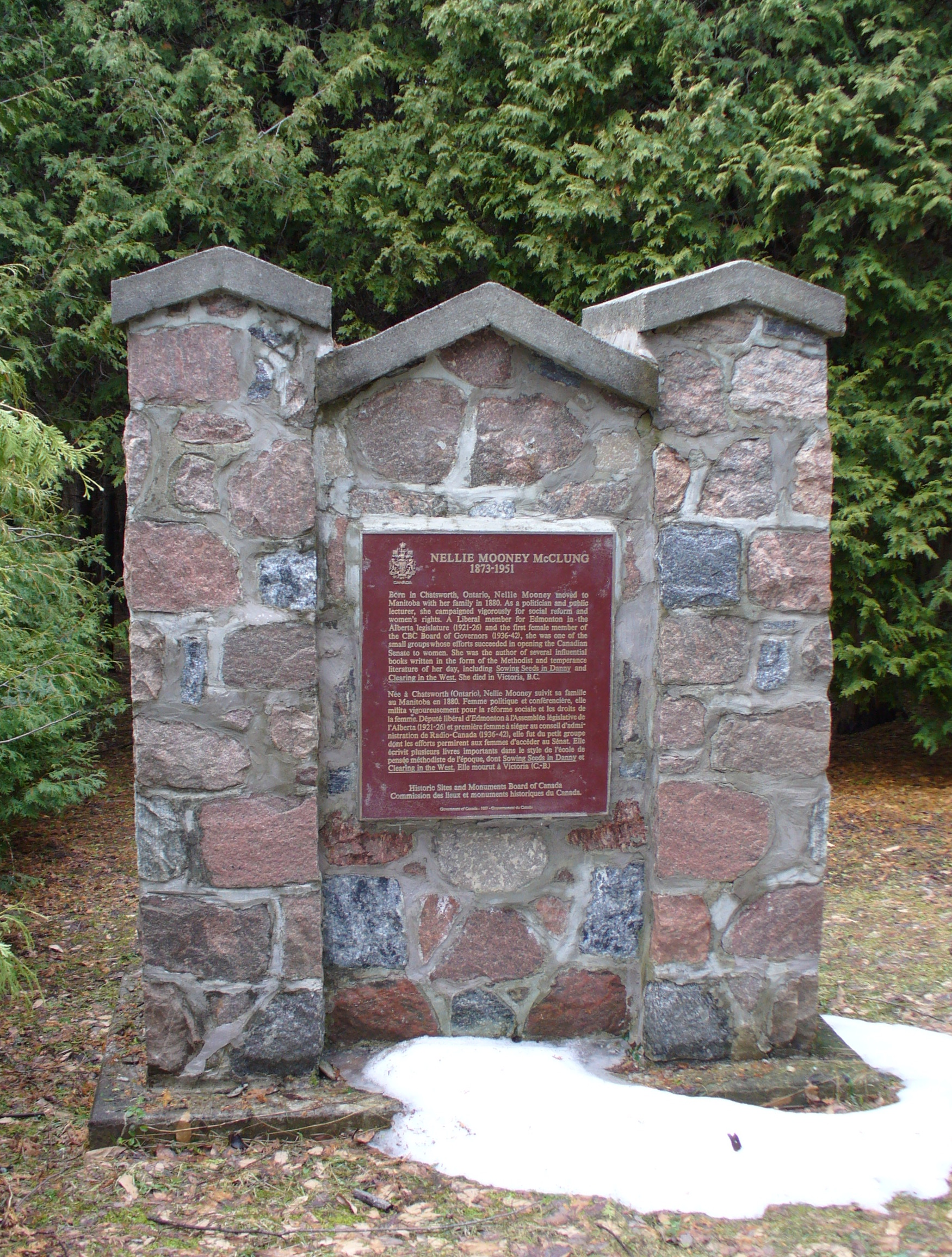
Мемориальная доска о Макклунг к югу от Чатсуорта

Нелли Летиция Муни родилась 20 октября 1873 года в Чэтсуорте, в провинции Онтарио. Она была младшим ребёнком из шести детей Джона Муни и Летиции, урождённой Маккарди. Отец Нелли приобрёл в Чэтсуорте шестьдесят гектаров земли, однако почва здесь оказалась плохого качества, и семья еле сводила концы с концами. В 1880 году родители с детьми переехали в долину реки Сурис в двухстах километрах к западу от Виннипега.
В шестнадцать лет Нелли окончила педагогическую школу Манитобы. Получив сертификат преподавателя, она устроилась на работу учителем в Хейзеле, в провинции Манитоба, с ежемесячным окладом в размере сорока канадских долларов. Через некоторое время Нелли переехала из Хейзела в Маниту.
Преподавая в Маниту, она снимала жильё у семьи Маккланг и была очарована личностью миссис Энни Маккланг — суфражистки и провинциального президента Женского христианского союза воздержания. Как-то Нелли призналась, что миссис Энни Маккланг была единственной встреченной ею женщиной, которую она хотела бы видеть в качестве свекрови. В августе 1896 года она вышла замуж за сына Энни Маккланг, Роберта Уэсли Маккланга. С 1897 по 1911 год у супругов родились пятеро детей.
Нелли была членом многих местных организаций, включая Женский христианский союз воздержания, Методистскую женскую помощь, Эвпортскую лигу и Ассоциацию домоводства.

## Карьера
В 1905 году, когда муж Нелли продал аптечный бизнес, ухудшилось материальное положение семьи. Чтобы заработать немного денег она занялась писательством; сочиняла рассказы для журналов. Свой первый роман «Сев семян в Дэнни» Нелли опубликовала в 1908 году. Книга стала бестселлером: было продано сто тысяч экземпляров в Канаде и США, а писательница заработала двадцать пять тысяч долларов (эквивалентно 642 025 долларам в 2021 году). Нелли приобрела известность и стала получать приглашение выступить на собраниях в Манитобе и Саскачеване, что стало началом её лекторской карьеры.
Следующий роман писательницы «Второй шанс» был опубликован в 1910 году. К тому времени Нелли была известна по всему Онтарио как хороший лектор, и она отправилась в тур по провинции с остановками в Уитби, Гамильтоне, Питерборо, Кингстоне, Ватерлоо, Торонто и других городах. Выступления писательницы пользовались успехом у публики; в газете «Гамильтон Геральд» как-то написали, что она «взяла аудиторию штурмом». В 1910-х годах Нелли написала ещё три книги, в том числе «В такие времена», которую критика посчитала важным заявлением феминизма первой волны. За свою карьеру писательница написала шестнадцать книг, в том числе две автобиографии, а также множество стихов, рассказов и газетных статей.
В 1911 году Маккланги переехали в Виннипег, где мужу Нелли предложили должность страхового брокера. В следующем году она и четырнадцать других женщин сформировали Лигу политического равенства женщин — организацию, занимавшуюся борьбой за женское избирательное право. В 1914 году члены Лиги обратились с просьбой к консервативному премьер-министру Манитобы Родмонду Роблину о предоставлении права женщинам участвовать в выборах, но их просьба была отклонена. На следующий день Лига политического равенства женщин устроила в Театре Уокера «имитационный парламент», члены которого имитировали министров правительства. Нелли, исполняя роль Роблина, повторила многие аргументы, выдвинутые премьер-министром накануне, заменив в них слово «женщина» на слово «мужчина»: «Мужчина создан для чего-то более высокого и лучшего, чем голосование... Мужчины созданы для того, чтобы содержать семьи... Должен ли я отозвать мужчину от полезного плуга и бороны, чтобы он громко говорил на углах улиц о вещах, которые его не касаются? Политика тревожит мужчин, а неустроенные мужчины означают не уплаченные счета, сломанную мебель, нарушенные клятвы верности и развод... Когда вы просите позволить вам голосовать, вы просите меня разрушить мирные, счастливые семьи, разрушить невинные жизни».
Нелли агитировала за Либеральную партию Манитобы на всеобщих выборах 1914 и 1915 годов. Маккланги переехали в Эдмонтон, в провинцию Альберта, после того, как мужу Нелли предложили повышение по службе. Либеральная партия победила на выборах 1915 года с большим перевесом, и Манитоба стала первой провинцией Канады, предоставившей женщинам право голоса в январе 1916 года при новом либеральном правительстве, ровно через два года после того, как Лига политического равенства женщин обратилась с петицией к премьер-министру Роблину.
В Альберте Нелли продолжила борьбу за воздержание, здравоохранение и права женщин. На всеобщих выборах 1921 года она была избрана в Законодательное собрание Альберты от избирательного округа Эдмонтон как член Либеральной партии Альберты. Нелли была одной из двух избранных женщин; второй была Ирен Парлби, член Объединённых фермеров Альберты. Последние сформировали правительство, получив 38 мест из 61. Нелли нередко шла против Либеральной партией и поддерживала общественно-прогрессивные законодательные проекты Объединённых фермеров, работая с Парлби над резолюциями, которые приносили пользу женщинам. Она снова баллотировалась в законодательное собрание на всеобщих выборах 1926 года по округу Калгари, но проиграла с перевесом в 60 голосов.
Нелли Маккланг была одной из пяти женщин, наряду с Ирен Парлби, Генриеттой Мьюир Эдвардс, Эмили Мёрфи и Луизой Маккинни, которые в 1927 году выдвинули петицию с просьбой разъяснить термин «лица» в Законе о Британской Северной Америке 1867 года и установить право женщин работать в Сенате Канады. Дело под названием «Эдвардс против Канады», также известное как «Дело о лицах», было передано в Верховный суд Канады, который постановил, что женщины не являются «квалифицированными лицами» и, следовательно, не имеют права работать в Сенате. Решение было обжаловано в Судебном комитете Тайного совета, который в то время был высшей судебной инстанцией Канады. В 1929 году Судебный комитет отменил решение Верховного суда, и в следующем году в Сенат была назначена первая женщина, Кэрин Уилсон.
Нелли была назначена в совет директоров Канадской радиовещательной корпорации (Си-би-си) в 1936 году премьер-министром Уильямом Лайоном Маккензи Кингом, став первой женщиной, вошедшей в этот совет. Кинг направил её в 1938 году в качестве делегата в Лигу Наций в Швейцарии. Про работу в Женеве Нелли говорила, что Лига «увязла в бесцельных спорах и пустых речах», и что многие делегаты в ней больше заботились о получении признания, чем о работе над достижением значимой цели.

## Поздние годы и смерть
В 1933 году Нелли переехала в город Виктория, в Британской Колумбии, где прожила до конца жизни. В конце 1930-х годов у неё начались проблемы со здоровьем. В 1940 году она перенесла сердечный приступ во время заседания правления Си-би-си в Оттаве, из-за чего ей стало трудно путешествовать. Нелли продолжала вносить свой вклад в работу совета посредством переписки до своей отставки в 1942 году. В 1945 году она опубликовала второй том своей автобиографии «Поток стремительно несётся». Умерла 1 сентября 1951 года в возрасте 77 лет.

## Взгляды
Маккланг, как и другие члены «Доблестной пятерки», была матерналистской феминисткой. Она считала женщин «морально превосходящими» мужчин и выступала за традиционные гендерные роли в обществе. В своей книге «В такие времена» (1915) Маккланг написала, что у женщин есть биологический материнский инстинкт, который делает их более подходящими для политической деятельности, в отличие от мужчин, потому что «мужчины наносят раны, а женщины их перевязывают». В 1916 году она призвала предоставить избирательное право в первую очередь канадским и английским женщинам, но отозвала своё предложение, когда Фрэнсис Мэрион Бейнон подвергла критике её точку зрения в «Руководстве для производителей зерна».
Маккланг была сторонницей евгенического движения в провинции Альберта. Она проголосовала за «Закон о сексуальной стерилизации», который позволял стерилизовать «умственно отсталых» людей по рекомендации Совета по евгенике Альберты. За время действия этого закона с 1928 по 1972 год принудительной стерилизации подверглись более двух тысяч восемьсот человек.

## Наследие
В 1954 году правительство Канады назвало Нелли Маккланг «Личностью национального исторического значения». Мемориальная доска в честь неё была установлена в Чатсуорте, где она родилась. 29 августа 1973 года Нелли Маккланг и другие четыре женщины, участвовавшие в «Деле о лицах», были удостоены изображения на марке стоимостью в восемь центов. Кроме того, «Дело о лицах» было признано национальным историческим событием в 1997 году. В октябре 2009 года Сенат Канады назвал Нелли Маккланг, вместе с соратницами, пятью первыми «почетными сенаторами» Канады.
Дом Маккланг в Калгари, в котором она проживала с 1923 по середину 1930-х годов, признан объектом культурного наследия. Два других дома, в которых она жила в разное время, были перенесены в Музей Арчибальда, недалеко от Ла-Ривьер в провинции Манитоба, в сельском муниципалитете Пембина; после закрытия музея в 2017 году их вернули обратно в Маниту. Дома открыты для публики. Резиденция семьи Маккланг в Виннипеге также является историческим местом.